# 本-锡安·戈普斯坦

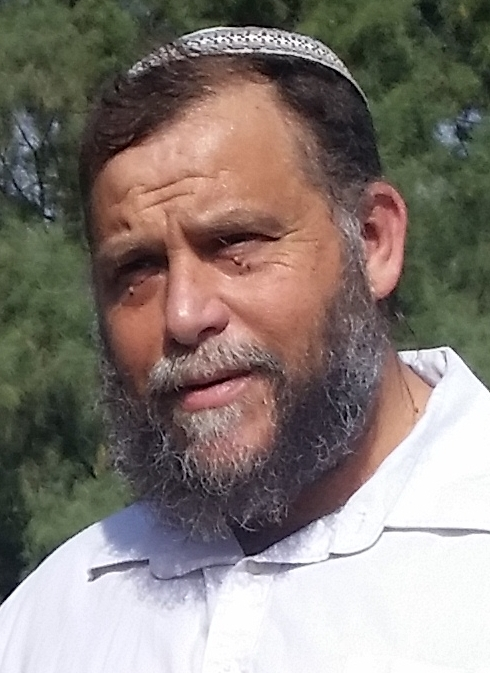
本-锡安·戈普斯坦

本-锡安·戈普斯坦（希伯來語：בן־ציון "בנצי" גופשטיין，1969年9月10日—）是以色列极右翼政治活动人士，梅爾·卡漢的学生，以色列反犹太人同化组织勒哈瓦的创始人。
戈普斯坦给Facebook创始人兼首席执行官马克·扎克伯格写了一封信，抗议扎克伯格与一名非犹太裔女性结婚以及允許巴勒斯坦人使用Facebook。 
本-锡安·戈普斯坦反對LGBT，他在2023年6月1日反对耶路撒冷骄傲游行的抗议活动中高喊‘这不是骄傲，这是一种可恥的行为’。” 
戈普斯坦呼吁焚烧基督教教堂。 2015年12月，戈普斯坦呼吁禁止在以色列舉辦圣诞节庆祝活动并驱逐基督徒，他把基督徒比作吸血鬼。他認為基督教教會是“几个世纪以来犹太人的死敌”。
2019年11月，他被指控煽动恐怖主义、暴力和种族主义。  2024年4月，他被美国国务院和欧盟制裁。 